# Baratlija
Baratlija (macedónul: Баратлија) település Észak-Macedóniában, a Északkeleti körzetben, Rankovce községben.

## Népesség
| Lakosok száma | 396  | 453  | 365  | 359  | 239  | 93   | 89   | 39   | 11   |
|               | 1948 | 1953 | 1961 | 1971 | 1981 | 1991 | 1994 | 2002 | 2021 |

- 2002-ben 39 lakosa volt, akik mindannyian macedónok.